# Pseudoromicia tenuipinnis
Pseudoromicia tenuipinnis és una espècie de ratpenat de la família dels vespertiliònids. Viu a Angola, Burundi, el Camerun, la República Centreafricana, el Congo, la República Democràtica del Congo, Costa d'Ivori, Guinea Equatorial, Etiòpia, el Gabon, Gàmbia, Ghana, Guinea, Guinea-Bissau, Kenya, Libèria, Nigèria, Ruanda, el Senegal, Sierra Leone, Tanzània, Togo i Uganda. Els seus hàbitats naturals són els boscos humits tropicals de plana i montans, les sabanes humides, els boscos secs tropicals i els manglars. És una espècie en risc mínim, és a dir, no sembla que hi hagi cap amenaça significativa per a la seva supervivència.